# 簇序草
簇序草是唇形科植物中的一个種，多年生草本，株高約30-40cm，主要生長於亞熱帶如台灣地區之海拔800m以下的開闊地及荒廢地。